# Baureihe 03 der Wuppertaler Schwebebahn
Die Baureihe 03 der Wuppertaler Schwebebahn, auch Baureihe 1903 oder Barmer Wagen genannt, war die zweite im regulären Fahrgastbetrieb eingesetzte Fahrzeugserie der Wuppertaler Schwebebahn.

## Geschichte

### Beschaffung
Durch die Bauverzögerung des Streckenabschnitts Kluse–Oberbarmen Bahnhof, der erst am 27. Juni 1903 und damit über zwei Jahre nach Eröffnung der Schwebebahn am 1. März 1901 erfolgte, ergab sich für die Betreibergesellschaft Continentale die Gelegenheit, die zur Eröffnung beschaffte Baureihe 00 grundlegend zu überarbeiten. Diese hatte zuvor im Realbetrieb eklatante Mängel gezeigt. Insbesondere die, besonders im Einzelwagenbetrieb auftretenden, starken Pendelbewegungen, sowie ihr zunächst unruhiger Lauf befriedigten nicht. Zur Erprobung der neuen Komponenten für die Baureihe 03 wurden dabei auch die beiden Probewagen I und II des Jahres 1898 genutzt. Die 1902 bestellte und 1903 ausgelieferte zweite Serie wies letztlich folgende Neuerungen auf:
- keine Unterteilung mehr in Hauptwagen und Nebenwagen zwecks flexiblerem Einsatz
- neu konstruierte Drehgestelle, diese waren in den Auflagepunkten drehbar gelagert und ruhten auf zwei Blattfedern
- Verzicht auf Allradantrieb, stattdessen war nur noch das jeweils hintere Rad eines Drehgestells angetrieben
- Kraftübertragung mittels Doppelkegelradgetriebe statt Stirnradgetriebe
- Aufhängung des Wagenkastens mit einem festen Aufhängebügel, dem sogenannten Horn, statt dem zuvor verwendeten Querbaum
- Längssitze statt Quersitze, dadurch stieg die Gesamtkapazität um fünf Fahrgäste je Wagen, bei gleichzeitiger Erhöhung des prozentualen Stehplatzanteils
- zur Wagenmitte hin versetzte Einstiegstüren um Drei-Wagen-Züge bilden zu können, ohne hierfür die Stationen verlängern zu müssen
- Verzicht auf Stirnübergangstüren zugunsten der sogenannten Widerstandsvorbauten
- zwei- statt dreigeteilte Front- und Heckscheiben

Diese Modifikationen hatten zur Folge, dass die Baureihe 03 nicht mit der Erstausstattung von 1900 zu Mehrfachtraktionen gekuppelt werden konnte. Aufgrund von Kapazitätsproblemen bei Van der Zypen & Charlier mussten die ersten sechs Wagen der Baureihe 03 ferner bei MAN in Nürnberg in Auftrag gegeben werden.

1902: Probewagen I der Baureihe 98 mit neuen Versuchs-Drehgestellen analog zur späteren Baureihe 03
1903: Anlieferung des Wagens 36 per Eisenbahn-Tiefladewagen am Bahnhof Vohwinkel
Drei-Wagen-Zug, ermöglicht durch die asymmetrische Türanordnung der Baureihe 03
1908: Experimenteller Sechs-Wagen-Zug im Rahmen einer Präsentationsfahrt für die damals angedachte Schwebebahn in Berlin

### Umbauten und Verbleib
Auch die Baureihe 03 befriedigte nicht in allen Punkten, insbesondere erwiesen sich die Drei-Wagen-Züge als zu schwer für das Gerüst. 1911 wurden daher die anfangs eingebauten Walzenfahrschalter durch eine Schützensteuerung ersetzt und die nicht mehr benötigten alten Fahrschalter den Nebenwagen der Baureihe 00/12 zugeteilt. Ebenso wurden die anfänglichen Türöffnungen in den Jahren 1929 bis 1934 jeweils etwas zum Wagenende hin versetzt. Zunächst fand hierzu bei zwei Wagen ein Versuch mit einteiligen Schiebetüren statt, letztlich wurden aber zweiteilige, elektro-pneumatische Türen eingebaut.
Zur Geräuschdämmung erfolgte die Kraftübertragung ab 1933 bei zunächst zwei Wagen mit einem Keilriemen. Diese Geräuschdämmung arbeitete zwar sehr effektiv, war aber auch sehr störanfällig. Im Jahr 1954 entdeckte man sogar bei acht Wagen Rissbildungen an den Fahrgestellen, die zu ihrer sofortigen Ausmusterung führten. Die 16 übrigen Fahrzeuge blieben bis 1966 im Einsatz, bevor auch sie ausgemustert und verschrottet wurden. Keiner der 24 Wagen blieb erhalten.